# King Lear (film 2018)
King Lear è un film per la televisione del 2018 diretto da Richard Eyre e tratto dall'omonima tragedia shakespeariana.

## Trama
L'anziano re Lear riunisce la famiglia per annunciare che dividerà il regno tra le tre figlie per godersi gli ultimi anni che gli restano senza il peso della corona. Le due figlie maggiori, Regan e Goneril, si lanciano in lodi sperticate sul padre e in cambio ricevono i loro due terzi dello Stato. Quando però è il turno della giovane Cordelia, la figlia prediletta, la ragazza ritiene il gesto superficiale e rifiuta di fare lodi ruffiane al padre. Lear, furioso, depriva la giovane della sua eredità e la scaccia. Ripudiando Cordelia, Lear dà il via a una spirale tragica che porterà alla guerra civile e alla morte di quasi tutti i personaggi.

## Produzione

### Sviluppo
Nell'ottobre 2017 la BBC commissionò un nuovo adattamento della tragedia in una co-produzione con Amazon Studios. Era stato subito annunciato che il cast avrebbe annoverato Anthony Hopkins nel ruolo di Lear ed Emma Thompson, Emily Watson e Florence Pugh nelle parti delle tre figlie.

### Riprese
Le riprese sono cominciate nell'ottobre 2017 e sono state realizzate in diverse location nel Dover e del Kent, tra cui il Castello di Dover e Samphire Hoe.

## Distribuzione
Nel Regno Unito è stato trasmesso dalla BBC Two il 28 maggio 2018. In Italia è andato in onda il 20 aprile 2021 su Sky Cinema Due distribuito dalla Movie On Pictures & Entertainment di Enrico Pinocci.

## Accoglienza
Il film è stato accolto positivamente dalle maggiori testate britanniche e statunitensi. In particolare, unanime sono state le lodi per l'interpretazione di Hopkins, mentre i massicci tagli al testo originale effettuati dal regista hanno riservato qualche perplessità.
Sul sito Rotten Tomatoes ottiene il 91% delle recensioni professionali positive, mentre su Metacritic ottiene il punteggio di 76/100.

## Riconoscimenti
- 2019 - Critics' Choice Televisione Awards
  - Candidatura per il miglior film TV o miniserie
- 2019 - Premio Emmy
  - Candidatura per la migliore miniserie o film TV
- 2019 - Satellite Award
  - Candidatura per la miglior miniserie o film TV
  - Candidatura per il miglior attore non protagonista in una serie, miniserie o film TV a John Macmillan
  - Candidatura per la miglior attrice non protagonista in una serie, miniserie o film TV a Emma Thompson
- 2019 - Screen Actors Guild Award
  - Candidatura per il miglior attore in una miniserie o film TV a Anthony Hopkins